# Kokopelli (álbum)
Kokopelli es el segundo álbum de la banda británica Kosheen, lanzado el 11 de agosto de 2003. Este álbum tiene un estilo diferente al de su álbum anterior Resist, con sonidos más fuertes que se acercan más al rock. 

## Lista de canciones

### Edición de Reino Unido
1. "Wasting My Time"
2. "All In My Head" (Radio Edit)
3. "Crawling"
4. "Avalanche"
5. "Blue Eyed Boy"
6. "Suzy May"
7. "Swamp"
8. "Wish"
9. "Coming Home"
10. "Ages"
11. "Recovery"
12. "Little Boy"

### Descarga digital
- "Violence"